# Hrizip
Hrizip [hrízip] (starogrško Χρύσιππος ὁ Σολεύς: Hrísippos hó Soleís), starogrški filozof, * 281 pr. n. št., Soloi, Grčija, † 205 pr. n. št..
Hrizip je bil stoik. Imajo ga za tretjega vodilnega stoika, za Kleantom. Bil je njegov učenec in leta 232 pr. n. št. naslednik. Menda je študiral tudi pri Arkesilaju, vodji Srednje Akademije.
Bil je ploden pisec in je razširil osnovne nauke Zenona Kitijskega, prvega stoika. Sistematiziral je stoiško filozofijo in razvijal logiko. Napisal je 705 knjig in tako je eden od najplodovitejših filozofov vseh časov.